# Euphaedra descarpentriesi
Euphaedra descarpentriesi är en fjärilsart som beskrevs av Fox 1968. Euphaedra descarpentriesi ingår i släktet Euphaedra och familjen praktfjärilar. Inga underarter finns listade i Catalogue of Life.